# HMS Untiring (P59)
Le HMS Untiring (P59) est un sous-marin de la classe Umpire de la Royal Navy. Il a été construit par Vickers-Armstrongs à Barrow-in-Furness (Angleterre). Après la Seconde Guerre mondiale, il a été prêté à la marine Grecque et renommé Xifias (Y-10).

## Carrière
Le HMS Untiring effectue sa première patrouille du 23 août au 8 septembre 1943 au large des côtes norvégiennes durant laquelle il coule au canon le bateau de pêche norvégien Havbis I alors que celui-ci est en train de pêcher le flétan. Le HMS Untiring part ensuite pour le Golfe de Gascogne et arrive à Gibraltar début octobre 1943. 
Il est ensuite affecté en mer Méditerranée où il reste jusqu’à la fin de la guerre. Au cours de ses 13 patrouilles en Méditerranée, il touche le U616 mais sans le couler, coule le Netztender 44 ex-Prudente, la barge allemande F 296, le FP 352 ex-Jean Suzon, le FP 358 ex-St. Antoine, le dragueur de mines auxiliaire M 6022 ex-Enseigne, les navires marchands Diana et Siena ex-Astrée, les chasseurs de sous-marin auxiliaires UJ 6075 ex-Clairvoyant et UJ 6078 ex-La Havraise.

## Après la guerre
Le HMS Untiring est prêté à la Marine grecque en juillet 1946, laquelle le renomme Xifias (second sous-marin de la marine Grecque à porter ce nom). Après 7 ans de service, il retourne à la Royal Navy en 1952. Le 25 juillet 1957, il est coulé pour servir de cible ASDIC. L’épave repose droite sur sa quille par 53 m de fond dans une zone où la visibilité est généralement bonne. Elle est facilement accessible depuis Salcombe ou Plymouth. Le sous-marin est toujours en bon état près de 50 ans après avoir été coulé.